# Сахаляр
Сахаляр (якут. бааһынай) — метис, нащадок від змішаного шлюбу якутів і представників інших етносів, як правило європеоїдних. Сахаляри проживають, переважно, в Якутії і прилеглих суб'єктах Російської Федерації. Слово не слід плутати з сахалар — множиною від самоназви якутів, саха.

## Опис
Через історичні обставини переважна більшість сахалярів є результатом змішування якутів із східними слов'янами, переважно росіянами, чи іншими. Часто цим етнонімом називають людей з будь-яким відсотком якутської крові й розглядають як представників особливої етнічної групи. Наприклад, інформаційне агентство «Саха-Новини», описуючи подробиці Всеросійського перепису населення 2002 року, повідомляє: «До числа інших національностей буде віднесено сахалярів». Лідер російської громади Якутії Сергій Юрков характеризує положення чіткіше, він каже про виникнення нової народності — сахаляри. Професор, викладач ПСФУ Павло Казарян також схильний розглядати олекминських сахалярів як своєрідну народність, субетнос.
Зовнішність сахалярів поєднує риси етносів-субстратів у різній пропорції. Зазначають, що найстійкішими якутськими ознаками як правило залишаються: характерний відтінок кольору шкіри і розріз очей (епікантус). Також сахалярів вирізняють: високий зріст, широкі плечі, іноді — темне волосся, колір очей. Академік Валерій Алексєєв, антрополог, історик, директор Інституту археології АН СРСР, в опублікованому 1971 року дослідженні «Дані антропології до етногенезу тюркських народів» пише:
…дуже багато метисів - сахалярів, як називає їх місцеве населення: блакитноокі або сіроокі, іноді зі світлими або попелястим волоссям - росіяни, ну, зовсім росіяни за зовнішнім виглядом, а розмовляють якутською. Російську мову знають непогано, але відчувається, що це не їхня рідна мова. Це - змішане населення.Оригінальний текст (рос.)
…очень много метисов — сахаляров, как зовёт их местное население: голубоглазые или сероглазые, иногда со светлыми или пепельными волосами — русские, ну, совсем русские по внешнему виду, а говорят по-якутски. Русский язык знают неплохо, но чувствуется, что это не их родной язык. Это — смешанное население
Світле волосся, високий зріст сахалярів відзначаються і в художніх творах. Знавець «Що? Де? Коли?», письменник Борис Бурда у своїх кулінарних нарисах називає сахалярів «страшенно красивими». Конкурсантки «Міс Якутії», переважно, є сахалярками. Керівник модельної студії «NY» Нюргуяна Яковлєва каже:
Більшість моделей, не тільки моїх, а й взагалі в Якутії, — сахалярки. .., тому що вони мають хороший зріст і фігуру..Оригінальний текст (рос.)
Большинство моделей, не только моих, но и вообще в Якутии, — сахалярки. .., потому что у них хороший рост и фигура..

## Використання терміна
Термін поширений у Якутії і прилеглих територіях Росії, тобто фактично в більшій частині Сибіру. Використовується як росіянами, так і якутами, а також і серед інших місцевих етносів. У місті Якутськ є «пам'ятник першому сахаляру», як його жартівливо називають городяни, — російському першопрохідникові Семену Дежньову і його сім'ї, дружині-якутці Абакаяді Сючю і їх синові Любиму. Як пише аналітичний журнал «Русский предприниматель»,
|  | Традиційно сахаляри були ніби сполучною ланкою між росіянами і якутами і користувалися симпатією і тих, і інших. Якутомовне населення використовує близький за значенням термін — «бааһынай» (орний селянин) |

З іншого боку, відзначається і наявність великої кількості сахалярів практично європеоїдної зовнішності, але якутомовних і вихованих у якутських національних традиціях. Іноді, спрощено, під сахалярами розуміють росіян, які розмовляють якутською мовою. Лауреат літературної премії «Національний бестселер» 2009 року іркутський письменник Андрій Геласімов зауважує:
Мне близка эта тема. У меня много друзей-сахаляров, некоторые не знали, к какой нации себя относить.